# نيناد ميلجينوفيتش
نيناد ميلجينوفيتش (بالصربية: Ненад Миљеновић) مواليد 8 أبريل 1993 في بلغراد، صربيا والجبل الأسود، هو لاعب كرة سلة صربي. بدأ مسيرته الاحترافية في سنة 2011. يحمل الرقم 13. يبلغ طوله 6 قدم 4.5 بوصة (1.9 م).

## المسيرة الاحترافية
لعب مع نادي بارتيزان لكرة السلة في موسم 2011–2012، ثم لعب مع نادي رادنيتشكي كراغوييفاتس لكرة السلة في موسم 2012–2013، ثم لعب مع نادي إشبيلية لكرة السلة في الدوري الإسباني في موسم 2015–2016.

## روابط خارجية
- نيناد ميلجينوفيتش على موقع الاتحاد الدولي لكرة السلة (الإنجليزية)
- نيناد ميلجينوفيتش على موقع الدوري الأوروبي لكرة السلة (الإنجليزية)
- نيناد ميلجينوفيتش على موقع الدوري الإسباني لكرة السلة (الإسبانية)
- نيناد ميلجينوفيتش على موقع كرة السلة الأوروبية.كوم (الإنجليزية)
- نيناد ميلجينوفيتش على موقع DraftExpress.com (الإنجليزية)
- نيناد ميلجينوفيتش على موقع ريلجم (الإنجليزية)
- نيناد ميلجينوفيتش على موقع بروبوليرز (الإنجليزية)
- نيناد ميلجينوفيتش على موقع سبورتس رفرنس (الإنجليزية)